# 伦敦交响乐团
伦敦交响乐团（英語：London Symphony Orchestra，簡寫為LSO）是一家总部位于英國伦敦的交响乐团。成立於1904年，是伦敦最古老的交响乐团，其前身是1895年成立的「女王大厅管弦乐团」。一直被评为世界领先的管弦乐团之一。
乐团很早期就开始涉足各类音乐活动。1913年就开始了它首张唱片的录制。1920年，签下第一个唱片录音合同。

## 历史
女王大厅管弦乐团专门负责在女王大厅里举行的逍遥音乐会的演出，亨利·伍德担任指挥。到了1904年，伍德与乐团演奏员之间在有关的演出协议上发生了激烈的矛盾冲突。冲突的结果是46名演奏员集体出走，另组了「伦敦交响乐团」。
由于创团这次冲突，伦敦交响乐团明白，自治的机制是其生存发展的长远之计。于是乐团从建团之日起建立一个完全由团员自治的制度，其管理委员会在通过乐团成员投票选举产生。这种自治机制后来被世界的大多数乐团所采纳。很快，乐团还成为了一个公司。其所有者，就是乐团成员。
1904年6月9日，著名指挥家汉斯·里希特接受了在女王大厅举行的伦敦交响乐团开场音乐会指挥的邀请，此后不久他就被正式授予了乐团首席指挥的头衔，一直到1911年。
之后的一年，即1911年到1912年，则由英国著名作曲家埃尔加，出任首席指挥一职。
在第二次世界大战前，乐团的首席指挥包括尼基什、埃尔加和哈蒂，此外，比彻姆、门格尔贝格和阿尔伯特·柯茨也在不同的时间里与乐团保持了稳定的合作关系，他们的加盟，使得乐团的演奏曲目不断扩大，适应了不同风格的指挥，为日后的发展打下了基础。
第二次世界大战期间，乐团70%的成员都从军入征，元气大伤。而乐团的老家女王大厅于1941年5月11日在纳粹德国空袭中被摧毁，而伦敦交响乐团也就此停止了战时的一切活动。
1945年以后，乐团进入了缓慢的恢复阶段。乐手纷纷回归。乐团开始组织排练。
从1950年到1954年，在约瑟夫·克里普斯任首席指挥期间，乐团的演奏有了明显的改观。可以说，今天伦敦交响乐团所达到的境界都是在那个时候由克里普斯开创的。50年代后期，乐团内部的大规模的重组，使乐团演奏家的整体水平有了本质的变化。1963年，乐团第一次出访美国，随后一年作为的英国第一支全球巡回演出的乐团访问了日本、韩国、印度、香港、伊朗、土耳其、以色列、美国和加拿大。从那时起，伦敦交响乐团一直是大型国际音乐节的常客，也是唱片公司竞相争取的对象，同时，它在伦敦的音乐季也是门庭若市，听者如潮。
在克里普斯之后，1961年到 1964年担任伦敦交响乐团首席指挥的是法国人皮埃尔·蒙特，他加强了乐团的合奏训练，使之逐渐成为一个整体，无论演奏难度多大的作品时，都像指挥家手中的一件乐器，发出整齐划一的声音，绝不容许半点暇疵。八十岁的蒙特，还与乐团签下了25年的合同。
1965年到1968年，生于布达佩斯的匈牙利指挥家伊斯特凡·克尔特斯（Istvan Kertesz）担任首席指挥。他是德沃夏克的专家。他与伦敦交响乐团在DECCA所留下的德沃夏克作品录音是录音史上一绝。伦敦交响乐团那厚重的音色，加上克尔提斯纯正的捷克风味指挥，再次提醒了世人德沃夏克作品的艺术价值。后来克尔提斯与乐团意见分歧，克尔提斯辞去首席指挥一职。
1968年到1979年任职的是鬼才安德列·普列文。普列文和乐团举办各式各样的音乐会、录制唱片和登上电视节目。他与伦敦交响乐团一同成为电视明星，他们所录制的电视音乐节目极受欢迎，许多英国人正是在这些节目中开始体会到古典音乐的奇妙之处。他曾经率团5次出访美国，也到过前苏联等国家演出。个性温和的普列文与这个历来性格硬直的乐团相处得十分融洽。在这位有才华的指挥的带领下，乐团的演出曲目迅速的扩展。普列文和乐团在EMI留下了很多名盘：门德尔松仲夏夜之梦、柴科夫斯基三大芭蕾舞（《天鹅湖》《胡桃夹子》《睡美人》）全曲录音、拉赫玛尼诺夫交响曲全集、格什温的《蓝色狂想曲》，格里格的钢琴协奏曲、肖斯塔科维奇的交响曲和普罗科菲耶夫的作品，还有很多20世纪作曲家的曲目。
1977年起，德国指挥家约夫姆被聘为“桂冠指挥”，在DG留下了录音海顿的第104号“伦敦”交响曲，埃尔加的《谜语变奏曲》。
当时的指挥金童阿巴多在1979年继普列文之后入主伦敦交响乐团。阿巴多1966年第一次伦敦交响乐团合作。后来，两者关系迅速升温。到了1972年，阿巴多甚至宣布自己在英国只与伦敦交响乐团合作。1973年，阿巴多率领乐团出席萨尔茨堡音乐节，伦敦交响乐团也是参加这项规模庞大的音乐节的第一支英国乐团。后来，自然而然地阿巴多就成为了伦敦交响乐团的首席指挥。阿巴多进一步巩固了伦敦交响乐团在英国的霸主地位，并使其更上一台阶。在欧洲，伦敦交响乐团能够后来居上，与维也纳爱乐乐团和柏林爱乐乐团呈三足鼎立之势，并称为欧洲三大乐团。阿巴多与乐团留下了很多录音，包括门德尔松的交响曲全集（DG）、威尔第的歌剧序曲。他于1988年离任。
1982年，乐团迁入了新落成的能够容纳2000名观众的巴比肯艺术中心（Barbican Centre）音乐厅。
1988年到1995年，则是邁可·提爾森·湯瑪斯（Michael Tilson Thomas）担任首席指挥。
1995年起至今：由德高望重的柯林·戴維斯爵士（Sir Colin Davis）统领。创立录音品牌LSO Live。录制了柏辽兹的《特洛伊人》。
2005年瓦列里·格吉耶夫被任命接替科林·戴維斯成為倫敦交響樂團下一位首席指揮。
2015年3月，倫敦交響樂團宣佈西蒙·拉特尔將於2017年9月擔任新的首席指揮。拉特爾在2023年樂季之後不再續任，樂團邀請安东尼奥·帕帕诺擔任主指揮，他將在2024年始任。

## 財政
據報導，倫敦交響樂團在1972-73年樂季的年俸是642,000英鎊。

## 人員編制

### 历任首席指挥
- 汉斯·里希特（1904年–1911年）
- 爱德华·埃尔加（1911年–1912年）
- 尼基施·阿图尔（1912年–1914年）
- 托马斯·比彻姆（1915年–1917年）
- 阿尔伯特·科茨（1919年–1922年）
- 威廉·门格尔伯格（1930年–1931年）
- 汉密尔顿·哈蒂（1932年–1935年）
- 约瑟夫·克里普斯（1951年–1954年）
- 皮埃尔·蒙特（1960年–1964年）
- 克尔特斯·伊斯特凡 （1965年–1968年）
- 安德烈·普列文（1968年–1979年）
- 克劳迪奥·阿巴多（1979年–1987年）
- 迈克·提尔森·托马斯（1987年–1995年）
- 科林·戴维斯（1995年–2006年）
- 瓦列里·格吉耶夫（2007年–2015年）
- 西蒙·拉特尔（2017年–2023年）
- 安东尼奥·帕帕诺（2024年生效）